# Bell Challenge 1999
Il Bell Challenge 1999 è stato un torneo di tennis giocato sul cemento indoor. È stata la 7ª edizione del Bell Challenge, che fa parte della categoria Tier III nell'ambito del WTA Tour 1999. Si è giocato al PEPS sport complex di Québec in Canada, dal 1° al 5 novembre 1999.

## Campionesse

### Singolare
Jennifer Capriati ha battuto in finale  Chanda Rubin con il punteggio 4–6, 6–1, 6–2

### Doppio
Amy Frazier /  Katie Schlukebir hanno battuto in finale  Cara Black /  Debbie Graham con il punteggio di 6–2, 6–3